# 库普列阿诺夫 (阿拉斯加州)
库普列阿诺夫（英語：Kupreanof），是美国阿拉斯加州彼得堡自治市鎮的一座城市，位於庫普列亞諾夫島東岸。该市的人口在2000年为23人，2010年有27人。人口在阿拉斯加州排行第147。